# 瓦爾季采
瓦爾季采（捷克語： 捷克語發音：[ˈvalcɪtsɛ]）是捷克的城鎮，位於該國東南部，距離首都布拉格265公里，毗鄰與奧地利接壤的邊境，由南摩拉維亞州負責管轄，面積47.85平方公里，海拔高度192米，2005年人口達到3,671。

## 外部連結
- World Heritage Site （页面存档备份，存于）
- Photos of Valtice （页面存档备份，存于）